# بریستول (نیوهمپشایر)
بریستول (به انگلیسی: Bristol) شهری در ایالت نیوهمپشایر کشور ایالات متحده آمریکا است که جمعیت آن در سرشماری سال ۲۰۱۰ میلادی، ۱٬۶۸۸ نفر بوده‌است.

## نگارخانه

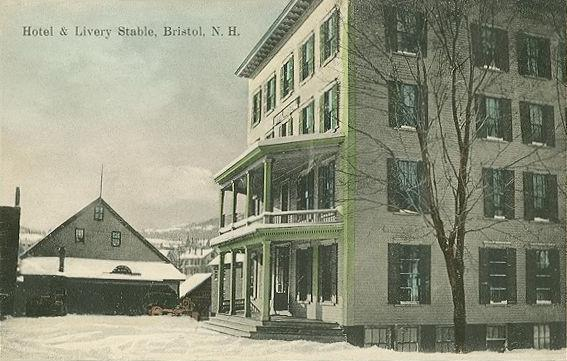
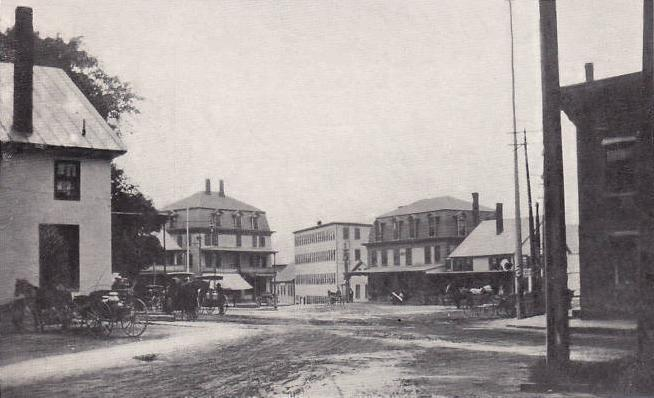
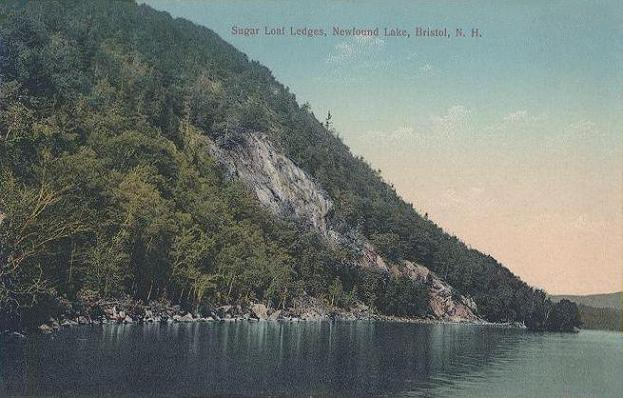
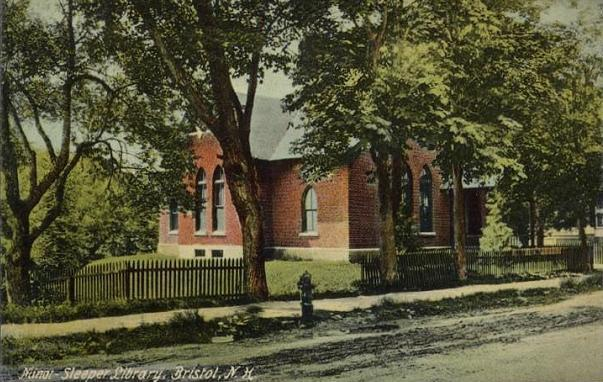

## موقعیت جغرافیایی
موقعیت جغرافیایی شهرها و مناطق اطراف به شرح زیر است: